# George Abraham Grierson

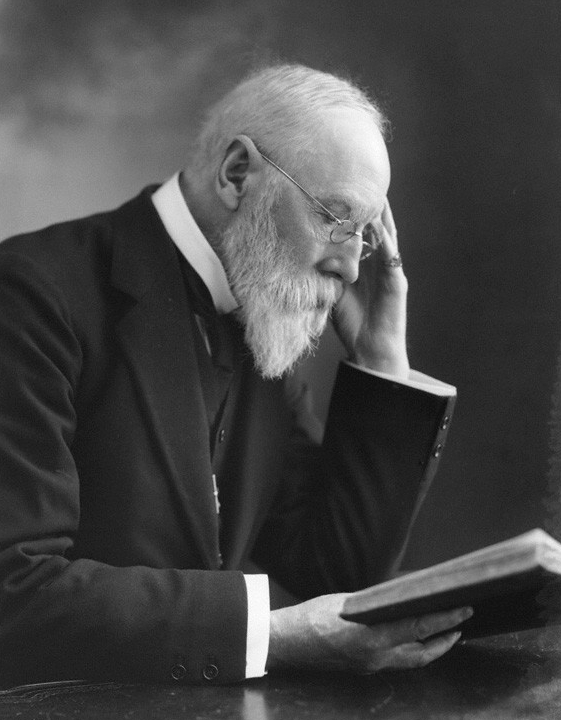
George Abraham Grierson

George Abraham Grierson, född den 7 januari 1851 i Glenageary på Irland, död den 9 mars 1941, var en brittisk indolog.
Grierson verkade sedan 1873 inom den angloindiska civilförvaltningen till 1898, då han av indiska regeringen fick i uppdrag att ordna och utge en Linguistic Survey of India och bosatte sig i Shimla. Åren 1894-1897 var han "philological secretary" för "The Asiatic Society" i Calcutta. Han återvände senare till de brittiska öarna och slog sig ned i Camberley i England. Grierson var en framstående kännare av de moderna indiska folkspråken ävensom av folkliv och seder. Han var hedersdoktor vid flera universitet, bland annat i Halle an der Saale, vicepresident i Royal Asiatic Society och erhöll 1905 av Institut de France Volneyska priset. Han erhöll knightvärdighet 1912. 
Grierson utgav bland annat Seven Grammars of Bihari Language (åtta delar 1883-1887), Behar Peasant Life (1885), A Comparative Dictionary of the Bihari Language (tillsammans med Rudolf Hoernle; två delar 1885-1889, ofullbordat), The Satsaiya of Bihari (1896) och A Handbook of the Kaithi Character (1899). Av det av Grierson ledda och utgivna stora verket "Linguistic Survey of India" utkom från 1903 åtminstone volymerna II, III (avhandlingarna 2 och 3), IV, V (avdelningarna 1 och 2), VI, VII och IX (avdelning 3), volym VIII (avdelningarna 1 och 2), volym IX (avdelningarna 1, 2 och 4) samt volym X och XI; Index of Language Names (1920), An Introduction to the Maithili Language of North Behār (1881-82; andra upplagan 1910), The Languages of India (1904), A Manual of the Kashmiri Language (1-2; 1911), (tillsammans med Lionel D. Barnett) Lallā Vākyāni or Wire Sayings of Lal Ded ("Asiatic Society Monographs", band 17; 1920), Ishkashmi, Zebaki and Yazghulami. An Account of Three Eranian Dialects ("Asiatic Society, Prize Publication Fund", band 5).

## Digitaliserade verk
- (på engelska) Linguistic survey of India. Vol. 1. P. 1, Introductory. Calcutta: Government of India. Central Publication Branch. 1927. Libris 19785549. http://hdl.handle.net/2077/48785
- (på engelska) Linguistic survey of India. Vol. 1. P. 2, Comparative vocabulary. Calcutta: Government of India. Central Publication Branch. 1928. Libris 19789981. http://hdl.handle.net/2077/48863
- (på engelska) Linguistic survey of India Vol. 2 Mōn-Khmēr and Siamese-Chinese Families (including Khassi and Tai). Calcutta: Superintendent Government Printing. 1904. Libris 9p5bj2lc7md9lcwz. http://hdl.handle.net/2077/70232
- (på engelska) Linguistic survey of India. Vol. 5, Indo-Aryan family, Eastern group. P. 1. Calcutta: Government of India. Central Publication Branch. 1903. Libris 19072704. http://hdl.handle.net/2077/41526
- (på engelska) Linguistic survey of India. Vol. 9, Indo-Aryan family, central group. P. 1, Specimens of Western Hindi and Pañjābī. Calcutta: Superintendent Government Printing. 1916. Libris 19508849. http://hdl.handle.net/2077/44515
- (på engelska) Linguistic survey of India. Vol. 9., Indo-Aryan family, central group. P. 2, Specimens of the Rājasthānī and Gujart̄ī. Calcutta: Superintendent Government Printing. 1908. Libris 19508064. http://hdl.handle.net/2077/44471
- (på engelska) Linguistic survey of India Vol. 10. Specimens of languages of the Eranian family. Calcutta: Superintendent Government Printing. 1921. Libris s6jh9vxwq6hcq4qv. http://hdl.handle.net/2077/69979
- (på engelska) Linguistic survey of India Vol. 11 Gipsy language. Calcutta: Superintendent Government Printing. 1922. Libris m1g2vfchkknclx1l. http://hdl.handle.net/2077/70192